# Right Here in My Arms
"Right Here in My Arms" é uma canção escrita por Ville Valo, gravada pela banda HIM.
É o segundo single do segundo álbum de estúdio lançado a 19 de Dezembro de 1999, Razorblade Romance.

## Paradas
| Paradas                 | Posições |
| ----------------------- | -------- |
| Finlândia - Mitä hittiä | 1        |